# Ґабріела Адамештяну
Ґабріела Адамештяну (рум. Gabriela Adameșteanu; *2 квітня 1942, Тиргу-Окна, Румунія) — румунська письменниця, новеліст, есеїст, журналіст, перекладач.

## Біографія
У 1965 закінчила філологічний факультет Бухарестського університету. Після румунської революції 1989 працювала редактором журналів «Revista 22» і «Bucureștiul Cultural».
Першу повість «Drumul egal al fiecărei zile» опублікувала в 1975, за яку була нагороджена премією Румунської академії.
Автор 4-х повістей, 2-х збірників оповідань, кількох книг есе. Твори Адамештяну переведені на кілька мов.
Займається перекладами з французької мови (Гі де Мопассан, Ектор Бьянчотті).
Ґабріела Адамештяну — активіст в підтримку громадянського суспільства і член групи соціального діалогу (GDS).

## Вибрані твори
- Drumul egal al fiecărei zile (1975)
- Dimineață pierdută (1983)
- Vară-primăvară (1989)
- Obsesia politicii (1995)
- Cele două Românii (эсе, 2000)
- Întâlnirea (2003)
- Provizorat (2010)